# Marc Cañellas i Reixach
Marc Cañellas i Reixach   (Santa Maria de Palautordera, setembre 1995) és un jugador d'handbol català, que ocupa la posició de central
Germà petit del també jugador d'handbol Joan Cañellas, es va formar al Club Handbol Palautordera per posteriorment anar a les categories inferiors del BM Granollers. Va debutar amb el primer equip el 2014, convertint-se en una peça clau per l'equip vallesà. El 2018 va fitxar per l'IFK Kristianstad suec i l'any següent va marxar al C' Chartres MHB de la lliga francesa.
Amb la selecció espanyola absoluta va debutar el 2017. El 2018 va participar en els Jocs Mediterranis de Tarragona on va guanyar una medalla de bronze.